# Anisoperas albimorsa
Anisoperas albimorsa là một loài bướm đêm trong họ Geometridae.